# Velocidad de la luz

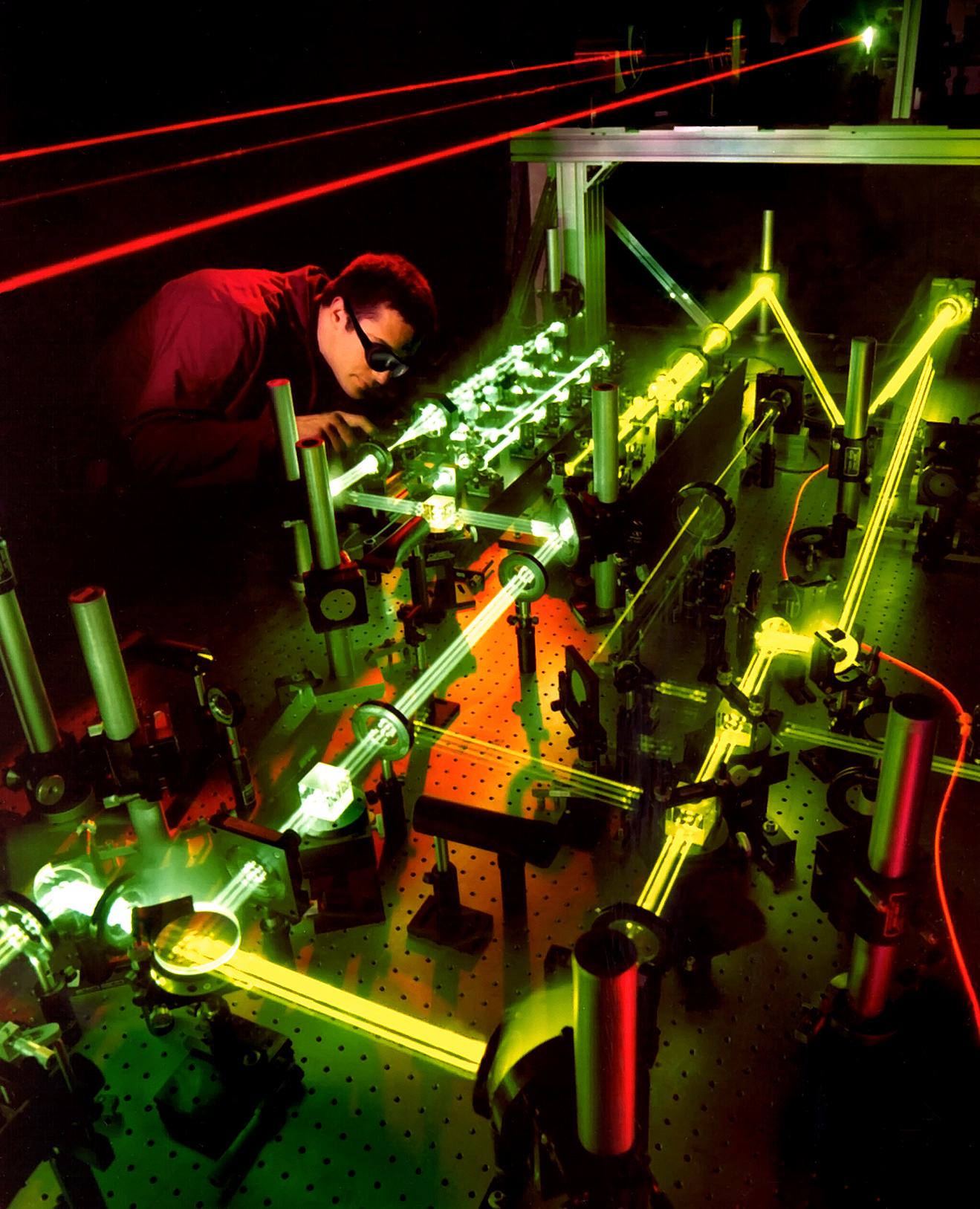
Un haz de láser en el aire viajando a cerca del 99.97 % de la rapidez de la luz en el vacío (el índice de refracción del aire es alrededor de 1.0003)

La velocidad de la luz en el vacío es una constante universal que utilizando las unidades internacionales tiene el valor de 299 792 458 metros por segundo , aunque suele aproximarse a  3 × 108 m/s, en lenguaje común 300 000  kilómetros por segundo. Se simboliza con la letra c, proveniente del latín celéritās (en español, celeridad o rapidez).
El valor de la velocidad de la luz en el vacío fue incluido oficialmente en el Sistema Internacional de Unidades como constante el 21 de octubre de 1983, pasando así el metro a ser una unidad derivada de esta constante. También se emplea en la definición del año luz, unidad de longitud equivalente a a  9.46 × 1015 m, ya que la velocidad de la luz también se puede expresar como   9.46 × 1015 m/año.
La rapidez a través de un medio que no sea el «vacío» depende de su permitividad eléctrica, de su permeabilidad magnética, y otras características electromagnéticas. En medios materiales, esta velocidad es inferior a c y queda codificada en el índice de refracción. En modificaciones del vacío más sutiles, como espacios curvos, efecto Casimir, poblaciones térmicas o presencia de campos externos, la velocidad de la luz depende de la densidad de energía de ese vacío.

## Descripción
De acuerdo con la física moderna toda radiación electromagnética (incluida la luz visible) se propaga o mueve con una rapidez constante en el vacío, conocida —aunque impropiamente—[cita requerida] como «velocidad de la luz» (magnitud vectorial), en vez de «rapidez de la luz» (magnitud escalar). Esta es una constante física denotada como c. La rapidez c es también la rapidez de la propagación de la gravedad en la teoría general de la relatividad.
Una consecuencia que se obtiene a partir de las leyes del electromagnetismo (tales como las ecuaciones de Maxwell) es que la rapidez c de la radiación electromagnética no depende de la rapidez del objeto que emite tal radiación. Así, por ejemplo, la luz emitida por una fuente de luz que se mueve muy rápidamente, viajaría con la misma rapidez que la luz proveniente de una fuente estacionaria (aunque el color, la frecuencia, la energía y el momentum de la luz cambiarán; fenómeno que se conoce como efecto Doppler).
Si se combina esta observación con el principio de relatividad, se concluye que todos los observadores medirán la rapidez de la luz en el vacío como una misma cantidad, sin importar el marco de referencia del observador o la rapidez del objeto que emite la luz. Debido a esto, se puede ver a c como una constante física fundamental. Este hecho, entonces, puede ser usado como base en la teoría de la relatividad especial. La constante es la rapidez c, en vez de la luz en sí misma, lo cual es fundamental para la relatividad especial. De este modo, si la luz es de alguna manera retardada para viajar a una rapidez menor de c, esto no afectará directamente a la teoría de la relatividad especial.
Observadores que viajan con gran rapidez encontrarán que las distancias y los tiempos se distorsionan de acuerdo con la transformación de Lorentz. Sin embargo, las transformaciones distorsionan tiempos y distancias de manera que la rapidez de la luz permanece constante. Una persona viajando con una rapidez cercana a c también encontrará que los colores de la luz al frente se tornan azules y atrás se tornan rojos.
Si la información pudiese viajar más rápido que c en un marco de referencia, la causalidad sería violada: en otros marcos de referencia, la información sería recibida antes de ser mandada; así, la causa podría ser observada después del efecto. Debido a la dilatación del tiempo de la relatividad especial, el cociente del tiempo percibido entre un observador externo y el tiempo percibido por un observador que se mueve cada vez más cerca de la rapidez de la luz se aproxima a cero. Si algo pudiera moverse más rápidamente que la luz, este cociente no sería un número real. Tal violación de la causalidad nunca se ha observado.

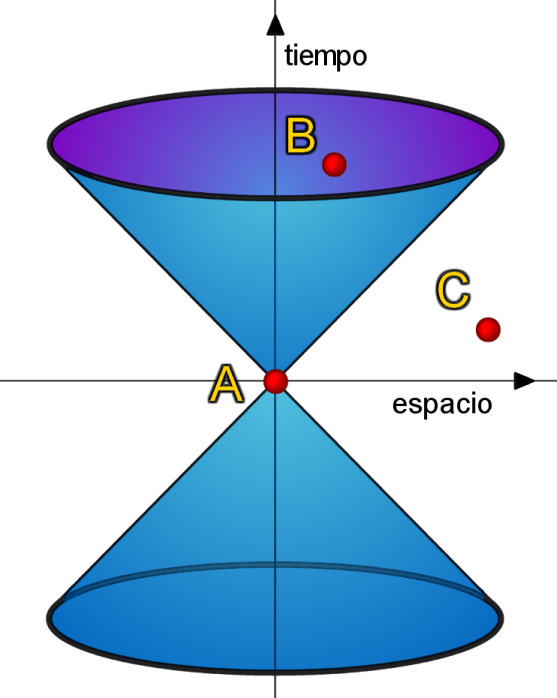
Cono de luz. Diagrama espacio-tiempo, que permite dilucidar la posible causalidad entre el suceso A y el suceso B (posible causalidad) y entre el suceso A y el suceso C (causalidad imposible)

Un cono de luz define la ubicación que está en contacto causal y aquellas que no lo están. Para exponerlo de otro modo, la información se propaga de y hacia un punto de regiones definidas por un cono de luz. El intervalo AB en el diagrama a la derecha es de «tipo tiempo» (es decir, hay un marco de referencia en el que los acontecimientos A y B ocurren en la misma ubicación en el espacio, separados solamente por su ocurrencia en tiempos diferentes, y si A precede a B en ese marco entonces A precede a B en todos los marcos: no hay marco de referencia en el cual el evento A y el evento B ocurren simultáneamente). De este modo, es hipotéticamente posible para la materia (o la información) viajar de A hacia B, así que puede haber una relación causal (con A la causa y B el efecto).
Por otra parte, el intervalo AC es de «tipo espacio»[cita requerida] (es decir, existe un marco de referencia donde el evento A y el evento C ocurren simultáneamente). Sin embargo, también existen marcos en los que A precede a C, o en los que C precede a A. Confinando una manera de viajar más rápido que la luz, no será posible para ninguna materia (o información) viajar de A hacia C o de C hacia A. De este modo no hay conexión causal entre A y C.
En acuerdo con la definición actual, adoptada en 1983, la rapidez de la luz es exactamente 299 792 458 m/s (aproximadamente 3 × 108 metros por segundo, 300 000 km/s o 300 m por millonésima de s).
El valor de c define la permitividad eléctrica del vacío ({\displaystyle \varepsilon _{0}}) en unidades del SIU como:
{\displaystyle \varepsilon _{0}=10^{7}/4\pi {\text{c}}^{2}\quad \mathrm {(en~A^{2}\,s^{4}\,kg^{-1}\,m^{-3}=F\,m^{-1})} }
La permeabilidad magnética del vacío ({\displaystyle \mu _{0}}) no es dependiente de c y es definida en unidades del SIU como:
{\displaystyle \mu _{0}=4\,\pi \,10^{-7}\quad \mathrm {(en~kg\,m\,s^{-2}\,A^{-2}=N\,A^{-2})} }.
Estas constantes aparecen en las ecuaciones de Maxwell, que describen el electromagnetismo y están relacionadas por:
{\displaystyle {\text{c}}={\frac {1}{\sqrt {\varepsilon _{0}\mu _{0}}}}}
Las distancias astronómicas son normalmente medidas en años luz (que es la distancia que recorre la luz en un año, aproximadamente 9.46 × 1012 km (9.46 billones de km).

## Definición del metro
Históricamente, el metro había sido definido como la diezmillonésima parte de la longitud del arco de meridiano terrestre comprendido entre el polo norte y el ecuador a través de París, con referencia a la barra estándar, y con referencia a una longitud de onda de una frecuencia particular de la luz.
En 1967 la XIII Conferencia General de Pesos y Medidas definió el segundo del tiempo atómico como la duración de 9 192 631 770  períodos de radiación correspondiente a la transición entre dos niveles hiperfinos del estado fundamental del átomo cesio-133, que en la actualidad sigue siendo la definición del segundo.
En 1983 la Conferencia General de Pesos y Medidas resolvió modificar la definición del metro como unidad de longitud del Sistema Internacional, estableciendo su definición a partir de la velocidad de la luz:

The metre is the length of the path travelled by light in vacuum during a time interval of 1/299 792 458 of a second.
El metro es la longitud del trayecto recorrido por la luz en el vacío durante un intervalo de tiempo de 1/299 792 458 de un segundo.

En consecuencia, este reajuste efectuado en la definición del metro permite que la velocidad de la luz tenga un valor exacto de 299 792 458 m/s cuando se expresa en metros/segundo. Esta modificación aprovecha de forma práctica una de las bases de la teoría de la relatividad de Einstein, que establece que la magnitud de la velocidad de la luz en el vacío es independiente del sistema de referencia utilizado para medirla.
La motivación en el cambio de la definición del metro, así como todos los cambios en la definición de unidades, fue proveer una definición precisa de la unidad que pudiese ser fácilmente usada para calibrar homogéneamente dispositivos en todo el mundo. La barra estándar no era práctica en este sentido, ya que no podía ser sacada de su cámara o utilizada por dos científicos al mismo tiempo. También era propensa a cambios significativos en su longitud debido a variaciones de temperatura, desgaste de los extremos, oxidación, etc., incompatible con la exactitud necesaria para establecer una de las unidades básicas del Sistema Internacional de unidades.

## Comunicaciones

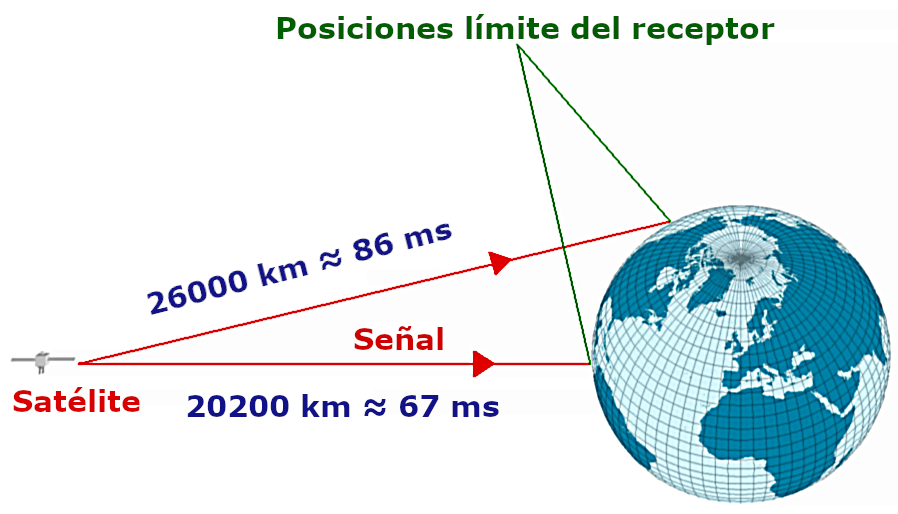
Tiempos de retardo de la señal GPS en función de la distancia de los satélites al observador, lo que permite calcular su posición

La rapidez de la luz es de gran importancia para las telecomunicaciones. Por ejemplo, dado que el perímetro de la Tierra es de 40 075 km (en la línea ecuatorial) y c es teóricamente la velocidad más rápida en la que un fragmento de información puede viajar, el período más corto de tiempo para llegar al otro extremo del globo terráqueo sería 0.067 s.
En realidad, el tiempo de viaje es un poco más largo, en parte debido a que la velocidad de la luz es cerca de un 30 % menor en una fibra óptica, y raramente existen trayectorias rectas en las comunicaciones globales; además se producen retrasos cuando la señal pasa a través de interruptores eléctricos o generadores de señales. En 2004, el retardo típico de recepción de señales desde Australia o Japón hacia los Estados Unidos era de 0.18 s. Adicionalmente, la velocidad de la luz afecta al diseño de las comunicaciones inalámbricas.
La velocidad finita de la luz se hizo aparente a todo el mundo en el control de comunicaciones entre el Control Terrestre de Houston y Neil Armstrong, cuando este se convirtió en el primer hombre que puso un pie sobre la Luna: después de cada pregunta, Houston tenía que esperar cerca de 3 s para el regreso de una respuesta aun cuando los astronautas respondían inmediatamente.
De manera similar, el control remoto instantáneo de una nave interplanetaria es imposible debido a que una nave suficientemente alejada de nuestro planeta podría tardar algunas horas desde que envía información al centro de control terrestre y recibe las instrucciones.
La velocidad de la luz también puede tener influencia en distancias cortas. En los superordenadores la velocidad de la luz impone un límite de rapidez a la que pueden ser enviados los datos entre procesadores. Si un procesador opera a 1 GHz, la señal solo puede viajar a un máximo de 300 mm en un ciclo único. Por lo tanto, los procesadores deben ser colocados cerca uno de otro para minimizar los retrasos de comunicación. Si las frecuencias de un reloj continúan incrementándose, la rapidez de la luz finalmente se convertirá en un factor límite para el diseño interno de chips individuales.

## Física

### Velocidad constante para todos los marcos de referencia
Es importante observar que la velocidad de la luz no es un límite de velocidad en el sentido convencional. Un observador que persigue un rayo de luz lo mediría al moverse paralelamente él mismo viajando a la misma velocidad como si fuese un observador estacionario. Esto se debe a que la velocidad medida por este observador depende no solo de la diferencia de distancias recorridas por él y por el rayo, sino también de su tiempo propio que se ralentiza con la velocidad del observador. La ralentización del tiempo o dilatación temporal para el observador es tal que siempre percibirá a un rayo de luz moviéndose a la misma velocidad.
La mayoría de los individuos están acostumbrados a la regla de la adición de velocidades: si dos coches se acercan desde direcciones opuestas, cada uno viajando a una velocidad de 50 km/h, se esperaría (con un alto grado de precisión) que cada coche percibiría al otro en una velocidad combinada de 50 + 50 = 100 km/h. Esto sería correcto en todos los casos si pudiéramos ignorar que la medida física del tiempo transcurrido es relativa según el estado de movimiento del observador.
Sin embargo, a velocidades cercanas a la de la luz, en resultados experimentales se hace claro que esta regla no se puede aplicar por la dilatación temporal. Dos naves que se aproximen una a otra, cada una viajando al 90 % de la velocidad de la luz relativas a un tercer observador entre ellas, no se percibirán mutuamente a un 90 % + 90 % = 180 % de la velocidad de la luz. En su lugar, cada una percibirá a la otra aproximándose a menos de un 99.5 % de la velocidad de la luz. Este resultado se da por la fórmula de adición de la velocidad de Albert Einstein:
{\displaystyle u={\cfrac {v+w}{1+{\cfrac {vw}{{\text{c}}^{2}}}}}}
donde v y w son las velocidades de las naves observadas por un tercer observador, y u es la velocidad de cualquiera de las dos naves observada por la otra.
Contrariamente a la intuición natural, sin importar la velocidad a la que un observador se mueva relativamente hacia otro observador, ambos medirán la velocidad de un rayo de luz que se avecina con el mismo valor constante, la velocidad de la luz.
La ecuación anterior fue derivada por Einstein de su teoría de la relatividad especial, la cual toma el principio de relatividad como premisa principal. Este principio (originalmente propuesto por Galileo Galilei) requiere que actúen leyes físicas de la misma manera en todos los marcos de referencia.
Ya que las ecuaciones de Maxwell otorgan directamente una velocidad de la luz, debería ser lo mismo para cada observador; una consecuencia que sonaba obviamente equivocada para los físicos del siglo XIX, quienes asumían que la velocidad de la luz dada por la teoría de Maxwell es válida en relación con el «éter lumínico».
Pero el experimento de Michelson y Morley, puede que el más famoso y útil experimento en la historia de la física, no pudo encontrar este éter, sugiriendo en su lugar que la velocidad de la luz es una constante en todos los marcos de referencia.
Aunque no se sabe si Einstein conocía los resultados de los experimentos de Michelson y Morley, él dio por hecho que la velocidad de la luz era constante, lo entendió como una reafirmación del principio de relatividad de Galileo, y dedujo las consecuencias, ahora conocidas como la teoría de la relatividad especial, que incluyen la anterior fórmula auto-intuitiva.

### Velocidad física y velocidad coordenada de la luz
Debe tenerse presente, especialmente si se consideran sistemas de referencia no inerciales, que la observación experimental de constancia de la luz se refiere a la velocidad física de la luz. La diferencia entre ambas magnitudes ocasionó ciertos malentendidos a los teóricos de principios de siglo XX. Así Wolfgang Pauli llegó a escribir:

No se puede hablar ya del carácter universal de la constancia de la velocidad de la luz en el vacío puesto que la velocidad de la luz es constante solo en los sistemas de referencia de Galileo

Sin embargo, ese comentario es cierto predicado de la velocidad coordenada de la luz (cuya definición no involucra los coeficientes métricos del tensor métrico), sin embargo, una definición adecuada de velocidad física de la luz involucrando las componentes del tensor métrico de sistemas de referencia no inerciales lleva a que la velocidad física sí sea constante.

### Interacción con materiales transparentes

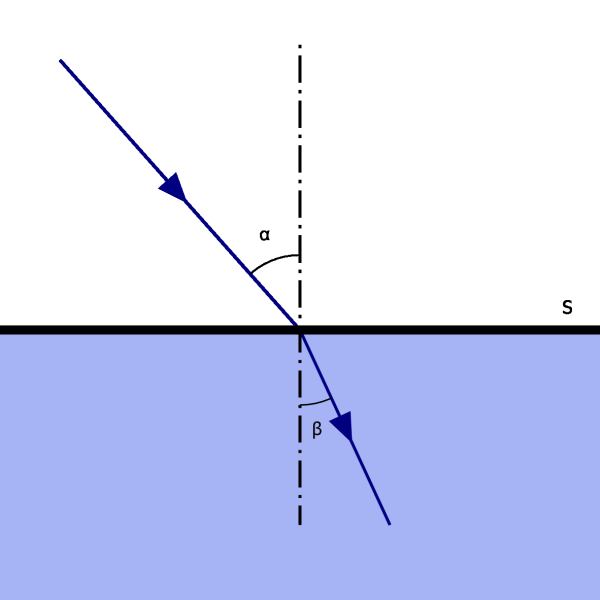
Refracción de la luz

El índice de refracción de un material indica cuán lenta es la velocidad de la luz en ese medio comparada con el vacío. La disminución de la velocidad de la luz en los materiales puede causar el fenómeno denominado refracción, como se puede observar en un prisma atravesado por un rayo de luz blanca formando un espectro de colores y produciendo su dispersión.
Al pasar a través de los materiales, la luz se propaga a una velocidad menor que c, expresada por el cociente denominado «índice de refracción» del material.
La rapidez de la luz en el aire es solo levemente menor que c. Medios más densos, como el agua y el vidrio, pueden disminuir más la rapidez de la luz, a fracciones como 3/4 y 2/3 de c. Esta disminución de velocidad también es responsable de doblar la luz (modificando su trayectoria según un quiebro con un ángulo dado) en una interfase entre dos materiales con índices diferentes, un fenómeno conocido como refracción. Esto se debe a que dentro de los medios transparentes, la luz en tanto que onda electromagnética interacciona con la materia, que a su vez produce campos de respuesta, y la luz a través del medio es el resultado de la onda inicial y la respuesta de la materia. Esta onda electromagnética que se propaga en el material tiene una velocidad de propagación menor que la luz en el vacío. El índice de refracción «n» de un medio viene dado por la siguiente expresión, donde «v» es la velocidad de la luz en ese medio (debido a que, como ya se ha señalado, la velocidad de la luz en un medio es menor que la velocidad de la luz en el vacío):
{\displaystyle n={\frac {\text{c}}{v}}}
Ya que la velocidad de la luz en los materiales depende del índice de refracción, y el índice de refracción depende de la frecuencia de la luz, la luz a diferentes frecuencias viaja a diferentes velocidades a través del mismo material. Esto puede causar distorsión en ondas electromagnéticas compuestas por múltiples frecuencias; un fenómeno llamado dispersión.
Los ángulos de incidencia (i) y de refracción (r) entre dos medios, y los índices de refracción, están relacionados por la Ley de Snell. Los ángulos se miden con respecto al vector normal a la superficie entre los medios:

{\displaystyle n_{i}\cdot \operatorname {sen} {}\alpha _{i}=n_{r}\cdot \operatorname {sen} {}\alpha _{r}}

A escala microscópica, considerando la radiación electromagnética como una partícula, la refracción es causada por una absorción continua y reemisión de los fotones que componen la luz a través de los átomos o moléculas por los que está atravesando. En cierto sentido, la luz por sí misma viaja solo a través del vacío existente entre estos átomos, y es obstaculizada por los átomos. Alternativamente, considerando la radiación electromagnética como una onda, las cargas de cada átomo (primariamente electrones) interfieren con los campos eléctricos y electromagnéticos de la radiación, retardando su progreso.

### Más rápida que la luz
Una evidencia experimental reciente demuestra que es posible para la velocidad de grupo de la luz exceder c. Un experimento hizo que la velocidad de grupo de rayos láser viajara distancias extremadamente cortas a través de átomos de cesio a 300 veces c. Sin embargo, no es posible usar esta técnica para transferir información más rápido que c: la rapidez de la transferencia de información depende de la velocidad frontal (la rapidez en la cual el primer incremento de un pulso sobre cero la mueve adelante) y el producto de la velocidad agrupada y la velocidad frontal es igual al cuadrado de la velocidad normal de la luz en el material.
El exceder la velocidad de grupo de la luz de esta manera, es comparable a exceder la velocidad del sonido emplazando personas en una línea espaciada equidistantemente, y pidiéndoles a todos que griten una palabra uno tras otro con intervalos cortos, cada uno midiendo el tiempo al mirar su propio reloj para que no tengan que esperar a escuchar el grito de la persona previa.
La rapidez de la luz también puede parecer superada en cierto fenómeno que incluye ondas evanescentes, tales como túneles cuánticos. Los experimentos indican que la velocidad de fase de ondas evanescentes pueden exceder a c; sin embargo, parecería que ni la velocidad agrupada ni la velocidad frontal exceden c, así, de nuevo, no es posible que la información sea transmitida más rápido que c.
En algunas interpretaciones de la mecánica cuántica, los efectos cuánticos pueden ser retransmitidos a velocidades mayores que c (de hecho, la acción a distancia se ha percibido largamente como un problema con la mecánica cuántica: ver paradoja EPR). Por ejemplo, los estados cuánticos de dos partículas pueden estar enlazados, de manera que el estado de una partícula condicione el estado de otra partícula (expresándolo de otra manera, uno debe tener un espín de +½ y el otro de -½). Hasta que las partículas son observadas, estas existen en una superposición de dos estados cuánticos (+½, –½) y (–½, +½). Si las partículas son separadas y una de ellas es observada para determinar su estado cuántico, entonces el estado cuántico de la segunda partícula se determina automáticamente. Si, en algunas interpretaciones de mecánica cuántica, se presume que la información acerca del estado cuántico es local para una partícula, entonces se debe concluir que la segunda partícula toma su estado cuántico instantáneamente, tan pronto como la primera observación se lleva a cabo. Sin embargo, es imposible controlar qué estado cuántico tomará la primera partícula cuando sea observada, así que ninguna información puede ser transmitida de esta manera. Las leyes de la Física también parecen prevenir que la información sea transmitida a través de maneras más astutas, y esto ha llevado a la formulación de reglas tales como el teorema de no clonación.
El llamado movimiento superluminar también es visto en ciertos objetos astronómicos, tales como los jet de Galaxia activa, galaxias activas y cuásares. Sin embargo, estos jets no se mueven realmente a velocidades excedentes a la de la luz: el movimiento aparente superluminar es una proyección del efecto causado por objetos moviéndose cerca de la velocidad de la luz en un ángulo pequeño del horizonte de visión.
Aunque puede sonar paradójico, es posible que las ondas expansivas se hayan formado con la radiación electromagnética, ya que una partícula cargada que viaja a través de un medio insolado, interrumpe el campo electromagnético local en el medio. Los electrones en los átomos del medio son desplazados y polarizados por el campo de la partícula cargada, y los fotones que son emitidos como electrones se restauran a sí mismos para mantener el equilibrio después de que la interrupción ha pasado (en un conductor, la interrupción puede ser restaurada sin emitir un fotón).
En circunstancias normales, estos fotones interfieren destructivamente unos con otros y no se detecta radiación. Sin embargo, si la interrupción viaja más rápida que los mismos fotones, los fotones interferirán constructivamente e intensificarán la radiación observada. El resultado (análogo a una explosión sónica) es conocido como radiación Cherenkov.
La habilidad de comunicarse o viajar más rápido que la luz es un tema popular en la ciencia ficción. Se han propuesto partículas que viajan más rápido que la luz, taquiones, doblados[cita requerida] por la física de partículas, aunque nunca se han observado.
Algunos físicos (entre ellos João Magueijo y John Moffat) han propuesto que en el pasado la luz viajaba mucho más rápido que a la velocidad actual. Esta teoría se conoce como velocidad de la luz variable, y sus proponentes afirman que este fenómeno tiene la habilidad de explicar mejor muchos enigmas cosmológicos que su teoría rival, el modelo inflacionario del universo. Sin embargo, esta teoría no ha ganado suficiente aceptación.
En septiembre de 2011, en las instalaciones del CERN en Ginebra, del laboratorio subterráneo de Gran Sasso (Italia), se observaron unos neutrinos que aparentemente superaban la velocidad de la luz, llegando (60.7 ± 6.9 (stat.) ± 7.4 (sys.)) nanosegundos antes (que corresponde a unos 18 metros en una distancia total de 732 kilómetros). Desde el primer momento, la comunidad científica se mostró escéptica ante la noticia, ya que varios años antes, el proyecto Milos de la Fermilab de Chicago había obtenido resultados parecidos que fueron descartados porque el margen de error era demasiado alto. Y, efectivamente, en este caso también resultó ser un error de medición. En febrero de 2012, los científicos del CERN anunciaron que las mediciones habían sido erróneas debido a una conexión defectuosa.

### Experimentos para retardar la luz
Fenómenos refractivos tales como el arco iris tienden a retardar la velocidad de la luz en un medio (como el agua, por ejemplo). En cierto sentido, cualquier luz que viaja a través de un medio diferente del vacío viaja a una velocidad menor que c como resultado de la refracción. Sin embargo, ciertos materiales tienen un índice de refracción excepcionalmente alto: en particular, la densidad óptica del condensado de Bose-Einstein puede ser muy alta.
En 1999, un equipo de científicos encabezados por Lene Hau pudo disminuir la velocidad de un rayo de luz a cerca de 17 m/s, y en 2001 pudieron detener momentáneamente un rayo de luz.
En 2003, Mijaíl Lukin, junto con científicos de la Universidad Harvard y el Instituto de Física Lébedev (de Moscú), tuvieron éxito en detener completamente la luz al dirigirla a una masa de gas rubidio caliente, cuyos átomos, en palabras de Lukin, se comportaron como «pequeños espejos» debido a los patrones de interferencia en dos rayos de control.
Es importante mencionar que, la velocidad de la luz se tiende a retardar en cuanto se desplaza por un medio con una densidad mayor que el vacío, esto aplica a la luz moviendose a través de un medio como el aire, agua, aceite, entre otros.

## Historia
Hasta tiempos relativamente recientes, la velocidad de la luz fue un tema sujeto a grandes conjeturas. Empédocles creía que la luz era algo en movimiento, y que por lo tanto en su viaje tenía que transcurrir algún tiempo.
Por el contrario, Aristóteles creía que «la luz está sujeta a la presencia de algo, pero no es el movimiento». Además, si la luz tiene una velocidad finita, esta tenía que ser inmensa. Aristóteles afirmó: «La tensión sobre nuestro poder de creencias es demasiado grande para creer esto». 
Una de las teorías antiguas de la visión es que la luz es emitida por el ojo, en lugar de ser generada por una fuente y reflejada en el ojo. En esta teoría, Herón de Alejandría adelantó el argumento de que la velocidad de la luz debería ser infinita, ya que cuando uno abre los ojos objetos distantes como las estrellas aparecen inmediatamente. Durante el siglo VI, Boecio intentó documentar la velocidad de la luz.

### Islam
Los filósofos islámicos Avicena y Alhacén creían que la luz tenía una velocidad finita, aunque en este punto otros filósofos convinieron con Aristóteles.

### Europa
Johannes Kepler creía que la velocidad de la luz era finita ya que el espacio vacío no representa un obstáculo para ella. Francis Bacon argumentó que la velocidad de la luz no es necesariamente finita, ya que algo puede viajar tan rápido como para ser percibido.
René Descartes argumentó que si la velocidad de la luz era finita, el Sol, la Tierra y la Luna estarían perceptiblemente fuera de alineación durante un eclipse lunar. Debido a que tal desalineación no se ha observado, Descartes concluyó que la velocidad de la luz es infinita. De hecho, Descartes estaba convencido de que si la velocidad de la luz era finita, todo su sistema de filosofía sería refutado.

### Medición de la velocidad de la luz
La historia de la medición de la velocidad de la luz comienza en el siglo XII en los albores de la revolución científica. Un estudio histórico relativo a las mediciones de la velocidad de la luz señala una docena de métodos diferentes para determinar el valor de «c». La mayor parte de los primeros experimentos para intentar medir la velocidad de la luz fracasaron debido a su alto valor, y tan solo se pudieron obtener medidas indirectas a partir de fenómenos astronómicos. En el siglo XIX se pudieron realizar los primeros experimentos directos de medición de la velocidad de la luz confirmando su naturaleza electromagnética y las ecuaciones de Maxwell.

#### Primeros intentos
En 1629 Isaac Beeckman, un amigo de René Descartes, propuso un experimento en el que se pudiese observar el fogonazo de un cañón reflejándose en un espejo ubicado a una milla (1.6 km) del primero. En 1638, Galileo propuso un experimento para medir la velocidad de la luz, intentando detectar un posible lapso al destapar una linterna cuando es observada a cierta distancia. René Descartes criticó esta tentativa como algo superfluo, dado que la observación de eclipses, un procedimiento con un potencial mucho mayor para detectar una rapidez finita de la luz, había dado un resultado negativo. La Accademia del Cimento de Florencia puso en práctica en 1667 el experimento que había ideado Galileo, con las linternas separadas una milla entre sí, sin observarse ningún retraso. Robert Hooke explicó los resultados negativos tal como Galileo había hecho: precisando que tales observaciones no establecerían la velocidad infinita de la luz, sino tan solo que dicha velocidad debía ser muy grande.

#### Primeras mediciones
En 1676 Ole Rømer realizó la primera estimación cuantitativa de la velocidad de la luz estudiando el movimiento del satélite Ío de Júpiter con un telescopio. Es posible medir el tiempo de la revolución de Ío debido a sus movimientos de entrada y salida en la sombra arrojada por Júpiter en intervalos regulares. Rømer observó que Ío gira alrededor de Júpiter cada 42.5 h cuando la Tierra esta más cerca de Júpiter. También observó que, cuando la Tierra y Júpiter se mueven separándose, la salida de Ío fuera de la proyección de la sombra comenzaba progresivamente más tarde de lo predicho. Las observaciones detalladas mostraban que estas señales de salida necesitaban más tiempo en llegar a la Tierra, ya que la Tierra y Júpiter se separaban cada vez más. De este modo el tiempo extra utilizado por la luz para llegar a la Tierra podía utilizarse para deducir la rapidez de esta. Seis meses después, las entradas de Ío en la proyección de la sombra se adelantaban, ya que la Tierra y Júpiter se acercaban uno a otro. Con base a estas observaciones, Rømer estimó que la luz tardaría 22 min en cruzar el diámetro de la órbita de la Tierra (es decir, el doble de la unidad astronómica); las estimaciones modernas se acercan más a la cifra de 16 min y 40 s.
Alrededor de la misma época, la unidad astronómica (radio de la órbita de la Tierra alrededor del Sol) se estimaba en cerca de 140 millones de km. Este dato y la estimación del tiempo de Rømer fueron combinados por Christian Huygens, quien consideró que la velocidad de la luz era cercana a 1000 diámetros de la Tierra por minuto, es decir, unos 220 000 km/s, muy por debajo del valor actualmente aceptado, pero mucho más rápido que cualquier otro fenómeno físico entonces conocido.
Isaac Newton también aceptó el concepto de velocidad finita. En su libro Opticks expone el valor más preciso de 16 minutos para que la luz recorra el diámetro de la órbita terrestre,[cita requerida] valor que al parecer dedujo por sí mismo (se desconoce si fue a partir de los datos de Rømer o de alguna otra manera).
El mismo efecto fue subsecuentemente observado por Rømer en un punto en rotación con la superficie de Júpiter. Observaciones posteriores también mostraron el mismo efecto con las otras tres lunas galileanas, en las que era más difícil de observar al estar estos satélites más alejados de Júpiter y proyectar sombras menores sobre el planeta.
Aunque por medio de estas observaciones la velocidad finita de la luz no fue establecida para la satisfacción de todos (notablemente Jean-Dominique Cassini), después de las observaciones de James Bradley (1728), la hipótesis de velocidad infinita se consideró totalmente desacreditada. Bradley dedujo que la luz de las estrellas que llega sobre la Tierra parecería provenir en un ángulo leve, que podría ser calculado al comparar la velocidad de la Tierra en su órbita con la velocidad de la luz. Se observó esta llamada aberración de la luz, estimándose en 1/200 de un grado.
Bradley calculó la velocidad de la luz en alrededor de 301 000 km/s. Esta aproximación es solamente un poco mayor que el valor actualmente aceptado. El efecto de aberración fue estudiado extensivamente en los siglos posteriores, notablemente por Friedrich Georg Wilhelm Struve y Magnus Nyren.

#### Medidas directas

Diagrama del aparato de Fizeau-Foucault

La segunda medida acertada de la velocidad de la luz, primera mediante un aparato terrestre, fue realizada por Hippolyte Fizeau en 1849. El experimento de Fizeau era conceptualmente similar a aquellos propuestos por Beeckman y Galileo. Un rayo de luz se dirigía a un espejo a cientos de metros de distancia. En su trayecto desde la fuente hacia el espejo, el rayo pasaba a través de un engranaje rotatorio. A cierto nivel de rotación, el rayo pasaría a través de un orificio en su camino de salida y en otro en su camino de regreso. Pero en niveles ligeramente menores, el rayo se proyectaría en uno de los dientes y no pasaría a través de la rueda. Conociendo la distancia hasta el espejo, el número de dientes del engranaje y el índice de rotación, se podría calcular la velocidad de la luz. Fizeau reportó la velocidad de la luz como 313 000 km/s. El método de Fizeau fue refinado más tarde por Marie Alfred Cornu (1872) y Joseph Perrotin (1900), pero fue el físico francés Léon Foucault quien más profundizó en la mejora del método de Fizeau al reemplazar el engranaje por un espejo rotatorio. El valor estimado por Foucault, publicado en 1862, fue de 298 000 km/s. El método de Foucault también fue usado por Simon Newcomb y Albert Michelson, quien comenzó su larga carrera replicando y mejorando este método.
En 1926, Michelson utilizó espejos rotatorios para medir el tiempo que tardaba la luz en hacer un viaje de ida y vuelta entre la montaña Wilson y la montaña San Antonio en California. De las mediciones cada vez más exactas, resultó una velocidad de 299 796 km/s.

Ondas electromagnéticas estacionarias en una cavidad de resonancia

Otra forma de obtener la velocidad de la luz es medir independientemente la frecuencia {\displaystyle f} y la longitud de onda {\displaystyle \lambda } de una onda electromagnética en el vacío. El valor de c puede entonces ser calculado mediante el uso de la relación {\displaystyle [{\text{c}}=f\lambda ]}. Una opción es medir la frecuencia de resonancia en una cavidad de resonancia. Si se conocen con precisión sus dimensiones, estas pueden ser utilizadas para determinar la longitud de onda de un haz de luz. En 1946, Louis Essen y AC Gordon-Smith utilizaron este método (las dimensiones de la cavidad de resonancia se establecieron con una precisión de alrededor de ± 0.8 micras utilizando medidores calibrados por interferometría), obteniendo un resultado de 299 792 ± 9 kilómetros/s, sustancialmente más preciso que los valores calculados usando técnicas ópticas. En 1950, las mediciones repetidas establecieron un resultado de 299 792.5 ± 3.0 kilómetros/s.

Determinación interferométrica de longitud. Izquierda: interferencia constructiva; Derecha: Interferencia destructiva.

La interferometría es otro método para encontrar la longitud de onda de la radiación electromagnética para determinar la velocidad de la luz. Un haz de luz coherente (por ejemplo, un láser), con una frecuencia conocida {\displaystyle f}, se divide siguiendo dos recorridos distintos y luego se recombina. Mediante el ajuste de la longitud del camino recorrido mientras se observa el patrón de interferencia, midiendo cuidadosamente el cambio en la longitud de la trayectoria, se puede determinar la longitud de onda de la luz {\displaystyle \lambda }.
La velocidad de la luz se calcula como en el caso anterior, utilizando la ecuación {\displaystyle [{\text{c}}=f\lambda ]}.
Antes de la llegada de la tecnología láser, se utilizaron fuentes coherentes de radio para las mediciones de interferometría de la velocidad de la luz. Sin embargo el método interferométrico se vuelve menos preciso con longitudes de onda reducidas, y los experimentos fueron por tanto limitados a la precisión de la longitud de onda larga (~ 0.4 cm ) de las ondas de radio. La precisión puede ser mejorada mediante el uso de luz con una longitud de onda más corta, pero a continuación, se hace difícil medir directamente su frecuencia. Una forma de evitar este problema es comenzar con una señal de baja frecuencia (cuyo valor se puede medir con precisión), y a partir de esta señal sintetizar progresivamente señales de frecuencias superiores, cuya frecuencia puede entonces relacionarse con la señal original. La frecuencia de un láser se puede fijar con notable precisión, y su longitud de onda se puede determinar entonces utilizando interferometría. Esta técnica la desarrolló un grupo del National Bureau of Standards (NBS) (que más tarde se convirtió en el NIST). Se utilizó en 1972 para medir la velocidad de la luz en el vacío con una incertidumbre fraccionaria de 3.5 × 10−9.

### Relatividad
Con base en el trabajo de James Clerk Maxwell, se sabe que la velocidad de la radiación electromagnética es una constante definida por las propiedades electromagnéticas del vacío (constante dieléctrica y permeabilidad).
En 1887, los físicos Albert Michelson y Edward Morley realizaron el influyente experimento Michelson-Morley para medir la velocidad de la luz relativa al movimiento de la Tierra. La meta era medir la velocidad de la Tierra a través del éter, el medio que se pensaba en ese entonces necesario para la transmisión de la luz. Tal como se muestra en el diagrama del interferómetro de Michelson, se utilizó un espejo con media cara plateada para dividir un rayo de luz monocromática en dos rayos que viajaban en ángulos rectos uno respecto del otro. Después de abandonar la división, cada rayo era reflejado de ida y vuelta entre los espejos en varias ocasiones (el mismo número para cada rayo para dar una longitud de trayectoria larga pero igual; el experimento Michelson-Morley actual usa más espejos) entonces una vez recombinados producen un patrón de interferencia constructiva y destructiva.
Cualquier cambio menor en la velocidad de la luz en cada brazo del interferómetro cambiaría la cantidad de tiempo utilizada en su tránsito, que sería observado como un cambio en el patrón de interferencia. Durante los ensayos realizados, el experimento dio un resultado nulo.
Ernst Mach estuvo entre los primeros físicos que sugirieron que el resultado del experimento era una refutación a la teoría del éter. El desarrollo en física teórica había comenzado a proveer una teoría alternativa, la contracción de Lorentz, que explicaba el resultado nulo del experimento.
Es incierto si Einstein conocía los resultados de los experimentos de Michelson y Morley, pero su resultado nulo contribuyó en gran medida a la aceptación de su teoría de relatividad. La teoría de Einstein no requirió un elemento etérico sino que era completamente consistente con el resultado nulo del experimento: el éter no existe y la velocidad de la luz es la misma en cada dirección. La velocidad constante de la luz es uno de los postulados fundamentales (junto con el principio de causalidad y la equivalencia de los marcos de inercia) de la relatividad especial.